# Бевене
Бевене (фр. Bévenais) — коммуна во Франции, находится в регионе Рона — Альпы. Департамент коммуны — Изер. Входит в состав кантона Гран-Лем. Округ коммуны — Ла-Тур-дю-Пен.
Код INSEE коммуны — 38042. Население коммуны на 1999 год составляло 641 человек. Населённый пункт находится на высоте от 426 до 705 метров над уровнем моря. Муниципалитет расположен на расстоянии около 450 км юго-восточнее Парижа, 60 км юго-восточнее Лиона, 36 км северо-западнее Гренобля. Мэр коммуны — M. François Brochier, мандат действует на протяжении 2001—2008 гг.
Динамика населения (INSEE):